# 武相決戦
この項目では日本プロサッカーリーグ（Jリーグ）に加盟するFC町田ゼルビアとSC相模原が対戦する試合について記載する。名称について町田は武相決戦（ぶそうけっせん）、相模原は相武決戦（そうぶけっせん）とそれぞれ呼称している。なお、記事名については便宜上武相決戦としている。

## 概要
町田のホームタウン東京都町田市と、相模原のホームタウン神奈川県相模原市は、都県境なおかつ両市の市境となる境川を挟んで長く隣接しており、東京新聞は両クラブの対戦を「境川ダービー」と報じていた。
2014年3月、両クラブが企画名を公募し、どちらのクラブのホーム・アウェイゲームかに関わらず、町田側からは武相決戦、相模原側からは相武決戦と呼称することになった。
2015年シーズンでは、今季のダービー3試合で相手の勝ち点を上回ったチーム側の呼称を、来季使用することとなった。
その結果、第一戦相模原2-1町田、第二戦相模原0-1町田、第三戦町田1-0相模原となり、町田側呼称の「武相決戦」が使用されることになったが町田のJ2昇格に伴い、呼称権は同じカテゴリーになったシーズンまで持ち越すことになった。
その後2021年シーズンは相模原のJ2昇格に伴って6年ぶりに町田と相模原が同じカテゴリーとなったが、町田・相模原双方ともに公式には「武相決戦」に言及されることはなかった。

## ホームスタジアム
| チーム名       | スタジアム名 （命名権名称）                     | 収容人員 （Jリーグ基準） | 画像 |
| -------------- | ----------------------------------------------- | ------------------------ | ---- |
| FC町田ゼルビア | 町田市立陸上競技場 （町田GIONスタジアム）       | 15,320人                 |      |
| SC相模原       | 相模原麻溝公園競技場 （相模原ギオンスタジアム） | 6,291人                  |      |

## 戦績
■ FC町田ゼルビア：7勝1分2敗

■ SC相模原：2勝1分7敗
| 年 | 月日     | 時期 | 時期   | 会場     | ホーム | 得点  | アウェイ | 観客数 |
| --- | -------- | ---- | ------ | -------- | ------ | ----- | -------- | ------ |
| 2013年 | 3月17日  | JFL  | 第2節  | 相模原   | 相模原 | 1 - 4 | 町田     | 4,893  |
| 2013年 | 11月24日 | JFL  | 第34節 | 味スタ西 | 町田   | 1 - 2 | 相模原   | 3,421  |
| 2014年 | 3月30日  | J3   | 第4節  | 町田     | 町田   | 2 - 0 | 相模原   | 2,163  |
| 2014年 | 6月8日   | J3   | 第15節 | 町田     | 町田   | 2 - 1 | 相模原   | 3,519  |
| 2014年 | 9月21日  | J3   | 第26節 | ギオンス | 相模原 | 1 - 2 | 町田     | 5,630  |
| 2015年 | 4月19日  | J3   | 第6節  | ギオンス | 相模原 | 2 - 1 | 町田     | 4,862  |
| 2015年 | 8月9日   | J3   | 第25節 | ギオンス | 相模原 | 0 - 1 | 町田     | 5,549  |
| 2015年 | 10月18日 | J3   | 第34節 | 町田     | 町田   | 1 - 0 | 相模原   | 7,782  |
| 2016年 - 2020年は、町田がJ2、相模原がJ3所属のため開催なし。                                                                 |          |      |        |          |        |       |          |        |
| 2021年 | 5月9日   | J2   | 第15節 | ギオンス | 相模原 | 1 - 1 | 町田     | 2,482  |
| 2021年 | 7月18日  | J2   | 第23節 | Gスタ    | 町田   | 1 - 0 | 相模原   | 4,011  |
| 2022年 - は、それぞれ違うディヴィジョン所属のため開催なし。 (町田が2022-2023年=J2、2024-2025=J1、相模原が2022-2025=J3所属） |          |      |        |          |        |       |          |        |